# Saitama (prefektura)
Saitama (japanski: kanji 埼玉県, romaji: Saitama-ken) je prefektura u današnjem Japanu. 
Nalazi se u unutrašnjosti na prijelazu središnjeg u sjeverni dio otoka Honshūa. Nalazi se u chihō Kantōu.
Glavni je grad Saitama.
Organizirana je u 8 okruga i 63 općine. ISO kod za ovu pokrajinu je JP-11.
1. rujna 2010. u ovoj je prefekturi živjelo 7,190.817 stanovnika.
Simboli ove prefekture su cvijet japanskog jaglaca (Primula sieboldii), drvo japanska zelkova (Zelkova serrata) i ptica gugutka (Streptopelia decaocto).